# Offenbach-Buchhügel
Buchhügel ist ein Stadtteil der südhessischen Großstadt Offenbach am Main. Er ist neben elf weiteren Stadtteilen Juli 2019 aus dem bis dahin stadtteilfreien Bereich gebildet worden.
In diesem Stadtteil lebten im Juni 2020 rund 9500 Menschen.

## Lage
Buchhügel liegt zentral in Offenbach. Nördlich, durch den Anlagenring begrenzt, liegt Lindenfeld, nach Westen grenzen das Musikerviertel und Lauterborn sowie die Carl-Ulrich-Siedlung an. Südlich liegt Tempelsee und im Osten Bieberer Berg sowie ein kurzes Stück von Offenbach-Ost.

## Infrastruktur

### Bildung
In Buchhügel liegen mehrere Schulen:
Die Buchhügelschule ist die Grundschule des Viertels. Rund 330 Schüler werden hier von 22 Lehrkräften unterrichtet. Die Schule ist Modellschule für die „Tägliche Sportstunde in Grundschulen“. Die Marienschule ist eine staatlich anerkannte, kooperative katholische Gesamtschule für Mädchen in Trägerschaft der Diözese Mainz. Die Schule vereint verschiedene Schulzweige unter einem Dach: Gymnasium mit gymnasialer Oberstufe, Förderstufe, Realschule und Berufsfachschule laufen nebeneinander parallel und sind gegenseitig durchlässig. In der Marienschule werden etwa 1000 Schülerinnen von 80 Lehrern unterrichtet.
Die Theodor-Heuss-Schule ist eine Berufliche Schule mit dem Schwerpunkt Wirtschaft und Gesundheit. Unter ihrem Dach finden sich verschiedene Schulformen: Berufliches Gymnasium, Fachoberschule, Berufsschule sowie Berufsfachschulen. Insgesamt werden hier mehr als 2000 Schüler von über 100 Lehrern unterrichtet. In unmittelbarer Nachbarschaft befindet sich die Käthe-Kollwitz-Schule. Diese ist ebenso eine Berufliche Schule mit mehreren Schultypen und unterrichtet in den Berufsfeldern Ernährung und Hauswirtschaft, Textiltechnik und Bekleidung, Körperpflege sowie Sozialpflege und Sozialwesen.

### Verkehr
Durch Buchhügel verläuft von Westen kommend die Bundesstraße 43, welche den Stadtteil in nordöstliche Richtung verlässt. Hierüber ist das Quartier an das Fernstraßennetz angebunden.
Buchhügel wird im Öffentlichen Personennahverkehr von Stadtbuslinien der Offenbacher Verkehrs-Betriebe erschlossen. Durch das Viertel führte die Industriebahn Offenbach. Letztmals 1993 genutzt, ist die Anlage fast vollständig abgebaut. Die Trasse wurde 1996 zur schnellen und sicheren Stadtteilverbindung für Radfahrer umgebaut und ist als Industriebahnweg Teil der Route für Industriekultur in Offenbach.